# فيكتور غولد
فيكتور غولد (بالإنجليزية: Victor Gold)‏ (29 يونيو 1922 - 29 سبتمبر 1985) كان كيميائياً خدم في كلية كينجز لندن.
ولد فيكتور غولد في فيينا، وهو ابن المحامي أوسكار غولد من زوجته الأولى إيمي كوبرل. وقد تأثر أساساً بوالدته. وقد درس في كلية كينجز لندن وكلية لندن الجامعية، ثم أصبح أستاذا في كلية كينجز لندن عام 1971.
كان غولد مختصا في الكيمياء العضوية الفيزيائية. وارتكزت أبحاثه على حركية تفاعل الكيمياء العضوية. وقد ألف التقدم في الكيمياء العضوية المادية وهو سلسلة منشورات في 1963 وتم تعديلها لعدة سنوات.
وبدأ في تطوير مؤلف خلاصة من المصطلحات الكيميائية، الذي نشر مع غلاف مطلي بالذهب وهو معروف باسم «الكتاب الذهبي» وذلك تقديرا لجهوده باعتباره الكاتب الأول والمترجم.
وقد انتخب غولد زميلا في الجمعية الملكية في 1972.